# Municipaal kanton
Een municipaal kanton (mv. municipale kantons) waren een bestuurlijke indeling in België tijdens het Franse Directoire.
Ze ontstonden op 1 oktober 1795 en werden goedgekeurd door de Nationale Conventie van 22 augustus 1795. De municipaliteiten (het laagste niveau in de administratieve en gerechtelijke hiërarchie) hadden elk de bevoegdheid over een municipaal kanton. Dit maakte dat de kanton de basiseenheid waren tijdens het Directoire op bestuurlijk en territoriaal gebied. De bovenliggende niveaus waren de provincie, het arrondissement en het departement.
Er werd een onderscheid gemaakt in 2 groepen. nl de steden en dorpen met minder dan 5000 inwoners enerzijds en deze met meer dan 5000 inwoners anderzijds. De eerste groep verloor haar autonomiteit en werd bestuurd door een municipale raad van "agents municipaux" (beambten) en een "commissaire du Directoire exécutif" (vertegenwoordiger van het centrale gezag). Elke beambte vertegenwoordigde een gemeente van het kanton en werd bijgestaan door een "adjoint" (vervanger).
De tweede groep behield een beperkte autonomie en vormden een afzonderlijk kanton. Hier werd het bestuur uitgeoefend door de vertegenwoordiger van het centrale gezag die werd bijgestaan door "officiers municipaux" die een raad samenstelden.
België telde 58 van zulke kantons.
De kantonmunicipaliteiten werden weer afgeschaft kort na de staatsgreep van 18 Brumaire door o.a. Napoleon Bonaparte in de regeerperiode van het Consulaat.